# Marcela Saftiuc – Călător
Călător este albumul CD al solistei Marcela Saftiuc, lansat de casa de discuri Electrecord în toamna anului 2008. Imprimările s-au făcut la Mega Digital Studio din Cluj-Napoca în perioada iulie-august 2008.

## Piese
1. Dezleagă-mi calea
2. Prinzi oare jocul vântului din drum?
3. Jocul
4. Planorul
5. Colind
6. Chanson de la plus haute tour
7. Ce s-a dus, s-a dus
8. Floare de ger
9. Pastel
10. Fiii lacrimilor tale
11. Cântec de leagăn
12. Marie, oh Marie
13. Balada lunii mai
14. Singura poveste

## Personal
- Voce și chitară acustică – Marcela Saftiuc
- Chitară acustică – Hans Knall
- Violoncel – Vlad Rațiu
- Grafica, Macheta – Cristina Ene Pienescu
- Efecte acustice], bongo – Sorin Zamfir
- Flaut – Szallós Kis Anna
- Versuri – Adrian Popescu (titlul: 8), Arthur Rimbaud (titlul: 6), Horia Bădescu (titlul: 9), Marcela Saftiuc (titlul: 1 – 4, 14), Pieter Beagle (titlul: 7)
- Folclor – tradițional (titlul: 11)
- Muzica – Adrian Ivanițchi (titlul: 8), Marcela Saftiuc (titlurile: 1 – 4, 6, 7, 9, 14)
- Prelucrare cântec bisericesc – Marcela Saftiuc (titlul: 10)
- Prelucrare folclorică – Marcela Saftiuc (titlurile: 5, 12, 13)
- Pian, inginer de sunet, orchestrații – Alexandru Filip
- Postprocesare – Emil Mihai
- Vioară – Ovidiu Barteș